# Comuna Dor Mărunt, Călărași
Dor Mărunt este o comună în județul Călărași, Muntenia, România, formată din satele Dâlga, Dâlga-Gară, Dor Mărunt (reședința), Înfrățirea, Ogoru și Pelinu.

## Așezare
Comuna se află în nordul județului, la limita cu județul Ialomița, în zona unde izvorăște apa ce curge prin valea Culcaților (afluent al Mostiștei). Este traversată de șoseaua națională DN3A, care leagă Lehliu Gară de Fetești. La Dor Mărunt, din această șosea se ramifică șoseaua județeană DJ313, care duce spre sud la Lupșanu (unde se termină în DN3); tot în Dor Mărunt, din DJ313 se ramifică DJ315 care duce tot în comuna Lupșanu (satul Plevna), unde se termină în același DN3. Un alt drum de legătură cu DN3, DJ304, se ramifică din DN3A la Dâlga-Gară, duce la comuna Lupșanu și mai departe continuă spre sud către Ulmu și Dorobanțu (unde se termină în DN31). Prin comună trece calea ferată București-Constanța, pe care este deservită de stația Dor Mărunt, halta Dor Mărunt Sat și halta de mișcare Dâlga. Autostrada București–Constanța trece și ea prin comună, dar nu are nicio ieșire pe teritoriul ei.

## Demografie
Componența etnică a comunei Dor Mărunt
     Români (86,2%)
     Romi (6,6%)
     Alte etnii (7,2%)
Componența confesională a comunei Dor Mărunt
     Ortodocși (87%)
     Penticostali (1,73%)
     Adventiști (1,59%)
     Alte religii (2,03%)
     Necunoscută (7,65%)
Conform recensământului efectuat în 2021, populația comunei Dor Mărunt se ridică la 6.469 de locuitori, în scădere față de recensământul anterior din 2011, când fuseseră înregistrați 6.809 locuitori. Majoritatea locuitorilor sunt români (86,2%), cu o minoritate de romi (6,6%). Din punct de vedere confesional, majoritatea locuitorilor sunt ortodocși (87%), cu minorități de penticostali (1,73%) și adventiști (1,59%), iar pentru 7,65% nu se cunoaște apartenența confesională.

## Politică și administrație
Comuna Dor Mărunt este administrată de un primar și un consiliu local compus din 15 consilieri. Primarul, Ion Iacomi[*], de la Partidul Social Democrat, este în funcție din 2012. Începând cu alegerile locale din 2024, consiliul local are următoarea componență pe partide politice:
|  | Partid                          | Consilieri | Componența Consiliului | Componența Consiliului | Componența Consiliului | Componența Consiliului | Componența Consiliului | Componența Consiliului | Componența Consiliului | Componența Consiliului | Componența Consiliului | Componența Consiliului |
|  | ------------------------------- | ---------- | ---------------------- | ---------------------- | ---------------------- | ---------------------- | ---------------------- | ---------------------- | ---------------------- | ---------------------- | ---------------------- | ---------------------- |
|  | Partidul Social Democrat        | 10         |                        |                        |                        |                        |                        |                        |                        |                        |                        |                        |
|  | Partidul Național Liberal       | 4          |                        |                        |                        |                        |                        |                        |                        |                        |                        |                        |
|  | Alianța pentru Unirea Românilor | 1          |                        |                        |                        |                        |                        |                        |                        |                        |                        |                        |

## Istorie
La sfârșitul secolului al XIX-lea, comuna făcea parte din plasa Ialomița-Balta a județului Ialomița și avea în compunere satele Dor Mărunt, Sighireanu, Grindu Petrei, Pelinu, Minea și Drăghiceasca, cu 1313 locuitori. În comună funcționau o biserică și două școli: una de fete, cu 17 eleve, și una de băieți, cu 33 de elevi. Anuarul Socec din 1925 consemnează comuna în plasa Lehliu a aceluiași județ, având 2224 de locuitori în satele Dor Mărunt, Pelinu, Rainicu și Sighireanu. Satul Sighireanu a fost rebotezat în 1931 Domnița Maria.
În 1950, comuna a fost arondată raionului Lehliu din regiunea Ialomița și apoi (după 1952) din regiunea București, satul Domnița Maria luând în contextul instaurării regimului comunist, denumirea de Înfrățirea. Satul Rainicu a fost și el rebotezat în Ogoru în 1964. În 1968, a revenit la județul Ialomița, reînființat. În 1981, o reorganizare administrativă regională a dus la transferarea comunei la județul Călărași.

## Monumente istorice
Singurul obiectiv din comuna Dor Mărunt inclus în lista monumentelor istorice din județul Călărași ca monument de interes local este monumentul de arhitectură biserica „Sfinții Împărați” din satul Pelinu, ridicată în 1875.

## Personalități născute aici
- Jacques Vergotti (1915 - 1999), ofițer de ordonanță al regelui Mihai I al României;
- Nicolae Rotaru (n. 1951), interpret de muzică populară, câștigător al trofeului Floarea din Grădină (1977).